# Fíbula prenestina

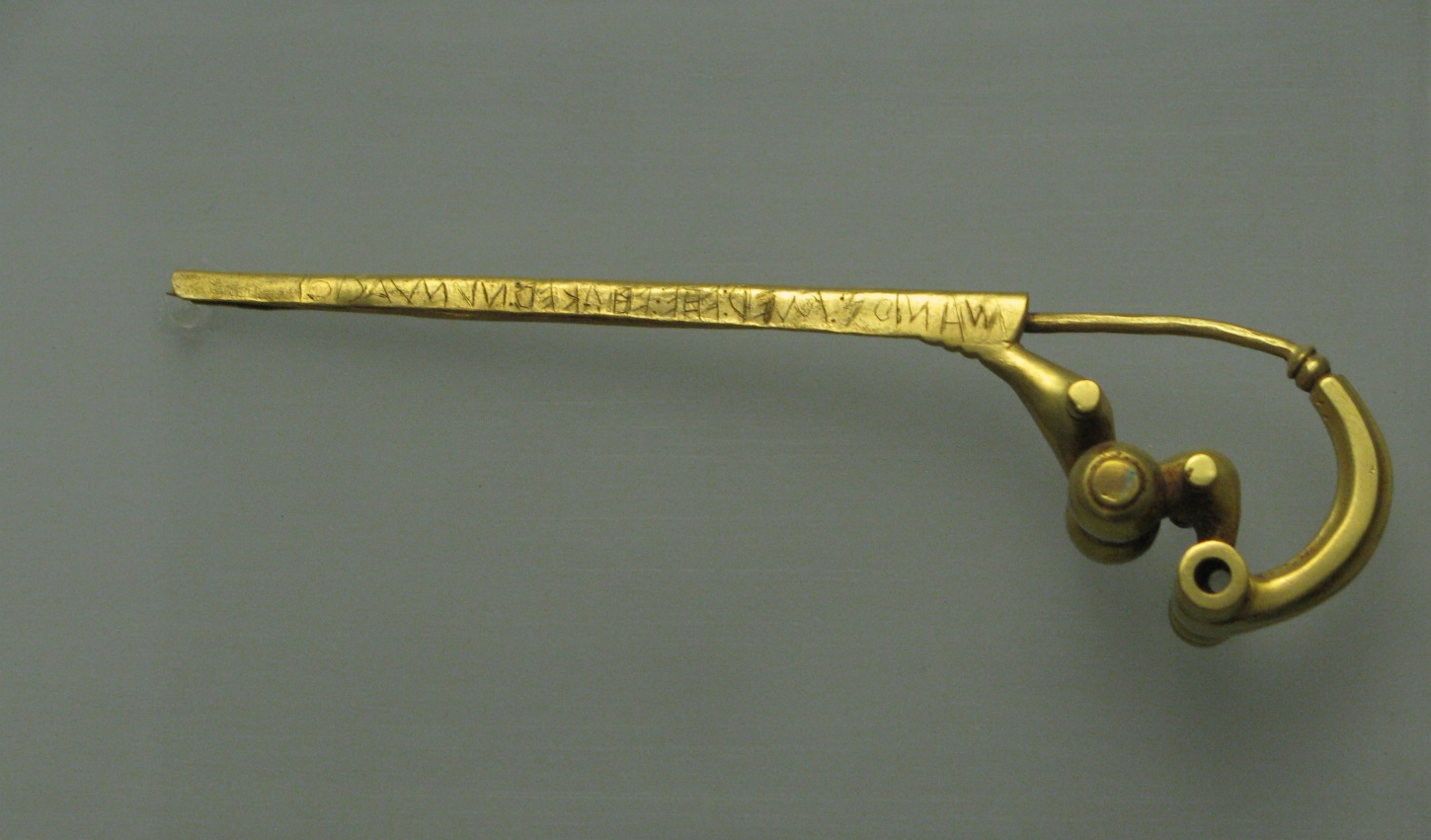
A Fíbula Prenestina

A Fíbula Prenestina é um broche de ouro datado de meados do século VII a.C., encontrada em Palestrina (a antiga Preneste), que tem uma inscrição em latim arcaico considerado o mais antigo documento escrito em língua latina. A autenticidade de inscrição tinha sido um assunto de debate - em particular, a partir da segunda metade do século XX - até 2011, quando foi detectada por análise com microscópio eletrônico de varredura e microssonda eletrônica a correspondência das técnicas de fabricação de jóias com a escrita na peça construção da era escrita e com a datação proposta pelos arqueólogos.
A fíbula está em exibição no Museu Nacional da Pré-História e Etnografia Luigi Pigorini em Roma. Uma réplica moderna está em exibição na coleção epigráfica do Museu Nacional Romano, nas Termas de Diocleciano.

## Origem da fíbula
A fíbula foi apresentada pela primeira vez em 1887 pelo arqueólogo alemão Wolfgang Helbig (1839-1915), sem que houvesse qualquer indicação do local da descoberta.  Ele alegou ter comprado a peça de um amigo em 1876, mas mais tarde apontou como lugar de descoberta a Tumba Bernardini, de cujo espólio o broche teria sido roubado. O objeto foi então colocado no inventário dos achados da Tumba Bernardini até 1919, quando foi retirado devido à falta de certezas arqueológicas sobre sua origem exata.
Pode-se notar que uma fíbula similar - de ouro e com uma inscrição - foi encontrado na Etrúria em Clúsio (agora Chiusi). Outras fíbulas do mesmo tipo, que datam dos séculos VIII e VII a.C., também foram encontradas na Etrúria, no Lácio e na Campânia.

## Descrição
A peça é um broche de "segurança" ou fíbula, de 10,7 cm de comprimento, feito de ouro, da classe conhecida como fíbula de dragão, uma versão avançada da fíbula com curva serpentina, que na proto-história italiana é um ornamento masculino, feito para prender a capa ao redor do corpo. Ela tem um perfil como um elemento a mais - cotovelos com duas barras transversais, que se prolongam para dentro de uma agulha ou pino, cuja parte distal está contida num suporte alongado (uma espécie de bolsa aberta lateralmente), e sobre a qual é gravada uma frase, em latim arcaico, escrita da direita para a esquerda.
A inscrição, transcrita em alfabeto moderno, é lida como se segue:
O texto corresponde, em latim clássico, a MANIVS ME FECIT NVMERIO, significando « Manio me fez para Numério ».
Os argumentos lingüísticos para a antiguidade da inscrição são:
- Elaboração da direita para esquerda;
- A escrita arcaica da consoante f Latina como ϜH;
- A morfologia arcaica, com o nominativo em - os, o dativo em - ou, o pronome pessoal da primeira pessoa no acusativo med, e o perfeito do verbo duplicado;
- A forma arcaica das letras, comparáveis aos das inscrições gregas da Cumas;
- O texto é anterior ao "rotacismo", ou seja, à transformação em -R  do -S  intervocálico (numaSioi);
- O texto também é anterior ao "enfraquecimento" que afeta as vogais das sílabas sucessivas à primeira (pelo qual o A mudará para E na sílaba fechada).

## Debate sobre a autenticidade
As primeiras dúvidas sobre a autenticidade da inscrição foram levantadas no início do século XX, dadas as circunstâncias irregulares da descoberta. No entanto, a fíbula tem sido regularmente mencionada em publicações sobre a Roma antiga. Em 1977, o broche foi exibido em Paris, em uma exposição no Petit Palais sobre o nascimento de Roma. O catálogo da exposição mostrava duas fotos e inseria a peça entre os objetos da Tumba Bernardini. As fotos, tiradas de cima e de face posterior, evitaram mostrar a inscrição, que foi no entanto mencionada nos textos introdutórios para o catálogo.
Em 1980, a epigrafista italiana Margherita Guarducci argumentou publicamente que não só a inscrição mas a própria fíbula era uma farsa, uma colaboração entre Wolfgang Helbig e o antiquário Francesco Martinetti. Guarducci estava tomando uma posição mais clara contra a autenticidade da jóia, mas não angariou um acordo unânime dentro da comunidade científica. O debate permaneceu aberto até 2011, quando a disputa foi resolvida graças a uma pesquisa realizada pelo Instituto Daniela Ferro de Estudos de Materiais Nanoestruturados (ISMN), do Conselho nacional de Pesquisa italiano (CNR) e por Edilberto Formigli, restaurador e professor da Universidade de Roma "La Sapienza" e da Universidade de Florença.
A análise da superfície da fíbula, feita através de um microscópio eletrônico de varredura e uma microssonda eletrônica com espectrômetro de raios-X em dispersão de energia, permitiu estabelecer a congruência entre a idade presumível do artefato (século VII a.C.) e as técnicas dos ourives da era etrusca. Também foi descoberto que a fíbula foi originalmente fixada com uma película de folha de ouro para ocultar uma pequena fratura que se tinha formado na faixa.

### Edições do texto
- Corpus Inscriptionum Latinarum, I, 3
- Ernst Diehl, Altlateinische Inschriften, Berlin 19303, n° 719
- Vittore Pisani, Testi latini arcaici e volgari, Torino 1960, n° A 3.

### Estudos
- Jacques Heurgon, Recherches sur la fibule d'or inscrite de Chiusi: la plus ancienne mention épigraphique du nom des étrusques, "Mélanges de l'École Française de Rome", tome 83 (1971), pp. 9-28
- Massimo Pallottino, Giovanni Colonna, Naissance de Rome, catalogo della mostra al Petit Palais di Parigi, 1977
- Franz Wieacker, Die Manios-Inschrift von Präneste: zu einer exemplarischen Kontroverse, Vandenhoeck & Ruprecht, Göttingen 1984, 29 pp. ("Nachrichten der Akademie der Wissenschaften in Göttingen. Philol.-hist. Kl.", 1984,9, pp. 373–399).

Autores que sustentam a falsidade da peça
- Margherita Guarducci, La cosiddetta fibula prenestina. Antiquari, eruditi e falsari nella Roma dell'Ottocento, "Atti della Accademia Nazionale dei Lincei. Memorie", Classe di scienze morali, storiche e filologiche, serie VIII, vol. 28, fasc. 2, Roma 1980.
- Margherita Guarducci, Nuova appendice alla storia della «Fibula prenestina», "Rendiconti dell'Accademia Nazionale dei Lincei. Classe di Scienze morali, storiche e filologiche", ser. IX, 2 (1991), pp. 139–146
- Arthur E. Gordon, "Illustrated Introduction to Latin Epigraphy", Berkeley/Los Angeles/London 1983, ISBN 0-520-03898-3
- Larissa Bonfante, "Etruscan Life and Afterlife: A Handbook of Etruscan Studies", Wayne State University Press, Detroit, 1986

Autores que sustentam a autenticidade da peça
- Winfred P. Lehmann, Historical Linguistics: an Introduction, Routledge, London 19933. ISBN 0-415-07242-5
- R. Wachter, Altlateinische Inschriften. Sprachliche und epigraphische Untersuchungen zu den Dokumenten bis 150 v. Chr., Lang, Bern ecc. 1987. ISBN 3-261-03561-7
- E. Formigli, Indagini archeometriche sull'autenticità della Fibula Praenestina. "Mitteilungen des Deutschen Archäologischen Instituts. Römische Abteilung" 99 (1992) 329-343, tavv. 88-96.
- La Fibula Prenestina, Bullettino di Paletnologia Italiana 99, 2011-2014, Roma, Espera 2014.